# María Rodríguez de Monroy

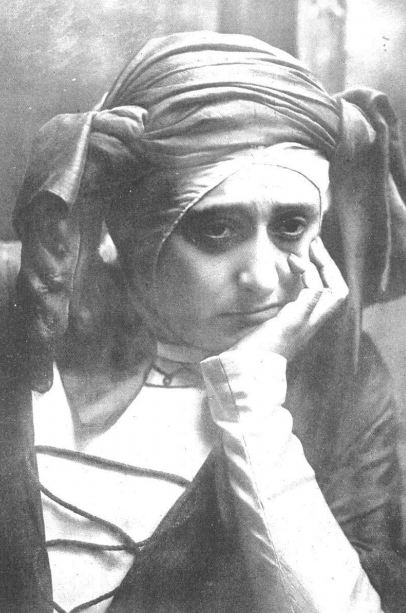
La actriz María Guerrero en el papel de María Rodríguez de Monroy en la obra de teatro Doña María la Brava (1909) de Eduardo Marquina.

María Rodríguez de Monroy, conocida como Doña María la Brava (Plasencia, Cáceres, p. m. siglo XV – Salamanca, f. siglo XV) noble castellana.

## Biografía
Nació en el palacio de los Monroy en la ciudad española de Plasencia. Casada con Enrique Enríquez de Sevilla, vivió en Salamanca, en el palacio de la familia de su marido (ahora llamado Casa de doña María la Brava).
En el año 1465 ocurrió en Salamanca un trágico suceso. En el juego de pelota hubo una disputa entre los hermanos Manzano y los hermanos Enríquez, hijos de doña María. La discusión se enzarzó y los Manzano mataron al hijo menor de doña María; temiendo la venganza del hermano mayor, lo esperaron escondidos y le dieron muerte también, y huyeron de la ciudad. Al enterarse del suceso, la madre de éstos, persiguió a los asesinos de sus hijos hasta encontrarlos en una posada en la ciudad de Viseu en Portugal. Allí sus hombres los prendieron y los ejecutaron. Doña María mandó que les decapitasen después de muertos y regresó a su casa con las cabezas, que depositó en las tumbas de sus hijos enterrados en la iglesia de santo Tomé. 
Este hecho enzarzó los ánimos; la ciudad se dividió en dos bandos, el llamado de San Benito, alrededor de la familia de los Manzano y el de Santo Tomé, encabezado por los Enríquez, y la rivalidad no terminó hasta que intervino el fraile Juan de Sahagún y consiguió apaciguar los ánimos y terminar con la guerra de los bandos (1476).